# Stamboom Amalia van Nassau-Dietz (1655-1695)
| Stamboom Amalia van Nassau-Dietz (1655-1695)                                       | Stamboom Amalia van Nassau-Dietz (1655-1695)                                                           | Stamboom Amalia van Nassau-Dietz (1655-1695)                                                      |
| ---------------------------------------------------------------------------------- | --- | ------------------------------------------------------------------------------------------------- |
| Grootouders                                                                        | Ernst Casimir van Nassau-Dietz (1573-1632) x 1597 Sophia Hedwig van Brunswijk-Wolfenbüttel (1592-1642) | Frederik Hendrik van Oranje-Nassau (1584-1647) x Amalia van Solms (1602-1675)                     |
| Ouders                                                                             | Willem Frederik van Nassau-Dietz (1613-1664) x 1652 Albertine Agnes van Oranje-Nassau (1634-1696)      | Willem Frederik van Nassau-Dietz (1613-1664) x 1652 Albertine Agnes van Oranje-Nassau (1634-1696) |
| Amalia van Nassau-Dietz (1655-1695) x Johan Willem van Saksen-Eisenach (1666-1729) | |                                                                                                   |
| Kinderen                                                                           | Willem Hendrik van Saksen-Eisenach (1691-1741)                                                         | Willem Hendrik van Saksen-Eisenach (1691-1741)                                                    |